# Tridé Tsuktsen
Tridé Tsuktsen (tibétain : ཁྲི་ལྡེ་གཙུག་བརྟན།, Wylie : Khri-lde-gtsug-brtsan, pinyin tibétain : Kridê Zukzain, THL : tridé tsukten) fut le 37e roi de la dynastie yarlung du Tibet et le tsenpo (empereur) de l'Empire du Tibet (629–877) ; il régna de 704 à 754/755.

## Biographie
Né en 704, Gyältsugru (nom personnel) hérite du trône immédiatement. Sa grand-mère Thrimalö gouverne comme régente à sa place. L'année suivante, le fils aîné de Tridu Songtsen, Lha Balpo (Lha Bal-pho), conteste la succession mais il est défait à Pong Lag-rang (tibétain : རྒྱལ་ས་ནས་ཕབ་, THL : gyalsa né pab).
Thrimalö avait arrangé un mariage avec une princesse chinoise. La princesse Jincheng (金城公主, jīnchéng gōngzhǔ ; tibétain : ཀིམ་ཤེང་ཁོང་ཅོ་, pinyin tibétain : Kyimshang Kongjo, THL : kimsheng khongcho ou tibétain : གྱིམ་ཤིང་ཀོང་ཇོ, THL : gyimshing kongjo) arrive en 710, mais on ne sait pas si elle épouse Gyältsugru, âgé alors de sept ans, ou le roi déchu Lha Balpo. En tout état de cause, parmi les épouses de Gyältsugru se trouvent une femme de Jang (Nanzhao) et une de Nanam,.
Gyältsugru est officiellement intronisé sous le nom de Tride Tsuktsän en 712 La même année, l'impératrice douairière Thrimalö meurt.
Les Arabes (à l'époque sous la dynastie des Omeyyades) et les Türgesh prennent de l'importance dans la région entre 710 et 720. Les Tibétains s'allient avec les Arabes et les Turcs de l'est (Turkestan oriental). En 717, les Tibétains s'associent une première fois aux Türgesh pour attaquer Kachgar. Dans les années 720, le Tibet et la Chine s'affrontent à de nombreuses reprises. Au début, le Tibet et ses alliés Türgesh ont le dessus, mais ils commencent ensuite à perdre des combats. Un accord de paix est finalement signé en 730.
En 734, le roi épouse la princesse Dronmalön (‘Dron ma lon), fille du Qaghan des Turgis. Les Chinois s'allient avec les Omeyyades pour attaquer les Turgis. Après la victoire et la paix avec les Turgis, les Chinois attaquent le Tibet par surprise. Les Tibétains subissent plusieurs défaites dans l'est mais sont en force dans l'ouest. L'empire des Turgis s'effondre à cause de conflits internes. En 737, les Tibétains lancent un assaut contre le roi de Bru-za (Gilgit), qui demande l'aide des Chinois, mais est finalement forcé de faire hommage au Tibet. En 747, le général chinois Gao Xianzhi (en) entreprend de rouvrir les communications directes entre l'Asie et le Cachemire Central et reprend au Tibet ses prises dans la région. Vers 750, les Tibétains ont perdu presque toutes leurs possessions en Asie centrale qu'ils avaient jadis prises aux Chinois.[réf. nécessaire] Cependant, la situation va rapidement s'inverser : Entre 748 et 752, le roi des Mywa blancs (qui faisaient partie de 'Jang) se souleva contre les Chinois et prêta allégeance à Tridé Tsuktsen. Enfin, en 751, le Califat abbasside (aidé par des troupes tibétaines envoyées par Tridé Tsuktsen et des Karlouks ayant fait défection) vainquit les armées de Gao Xianzhi à la bataille de Talas, permettant ainsi à l'empire Tibétain de recouvrer son influence dans la région pendant une décennie. 
En 755 Tride Tsuktsän est tué par les ministres Lang et Bal. Tagdra Lukong (Stag-sgra Klu-khong) présente alors la preuve au prince Trisong Detsen qu'« ils étaient déloyaux, causaient la dissension dans le pays et étaient sur le point d'attenter à sa vie... ». Par la suite, Lang et Bal se révoltent effectivement et sont tués par l'armée ; leurs propriétés sont confisquées, et Klu khong aurait été richement récompensé.
À sa mort, il y a eu une réaction forte contre le bouddhisme, comme ça allait être le cas à la mort de son fils Trisong Detsen